# Surgraissage

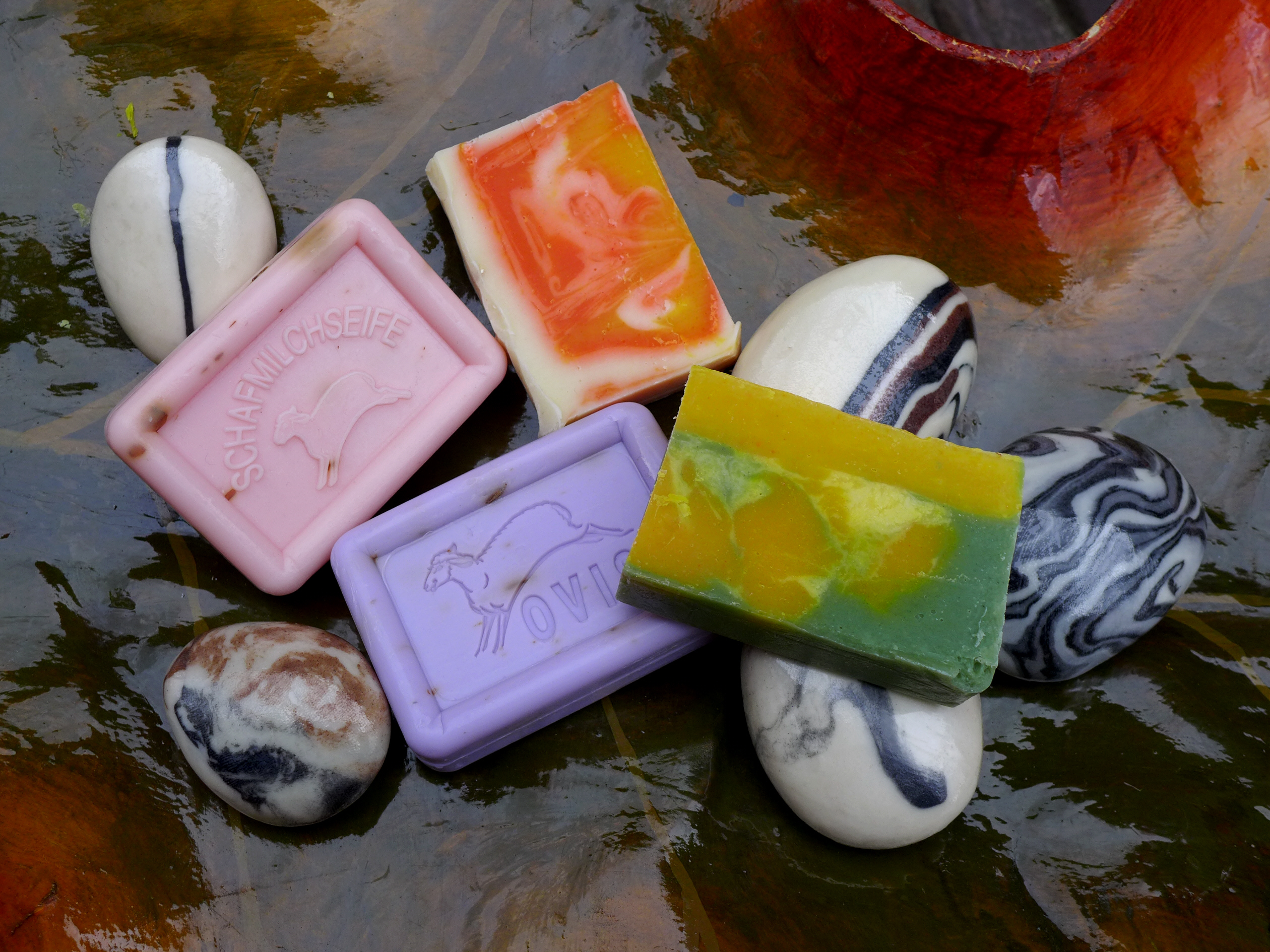
Savon avec surgras issu d'une saponification à froid.

Le surgraissage est l'ajout de corps gras en quantité supérieure à celle que la soude peut transformer en savon. L’objectif est de produire un savon plus sûr, plus nourrissant et plus doux.

## Principe
Chaque huile ou beurre possède son propre indice de saponification. La quantité de soude caustique utilisée pour la fabrication du savon est calculée à partir des indices de chacun des corps gras employés pour la recette. En mettant en présence la soude et les corps gras, ces derniers sont transformés totalement en savon. L’indice de saponification est appelé « indice SAP » ou « valeur SAP ». Son principe a été découvert par Michel-Eugène Chevreul.
La quantité d'huiles sera préférablement choisie supérieure à celle que la soude peut transformer, afin que les huiles ne soient pas toutes saponifiées. Celles en excès se retrouvent dans le savon final, avec deux utilités : la sécurité et le confort.

### Sécurité
Les indices de saponification qui servent à déterminer la quantité de soude sont des moyennes. Certains utilisent plutôt des fourchettes (valeur minimum et maximum rencontrée). Ils peuvent varier car les huiles, beurres ou graisses n'ont pas la même composition tout au long de l'année. Leur qualité peut aussi changer selon les terroirs (avec une proportion variable en acides gras), selon les producteurs ou le mode d'extraction.
Afin d'éviter tout manque d'huile, qui laisserait de la soude non transformée, il est courant d'utiliser en saponification à froid une marge de sécurité d'au moins 5 % de surgraissage. On prévient de cette façon la formation d'un savon caustique. 
L'excès d'huile offre aussi une marge sur la précision du dosage des ingrédients,.
Pour la saponification à chaud, le principe est différent en raison du lavage de la soude en excès.

### Confort
Le surgraissage confère au savon un caractère nourrissant, émollient. Le savon seul va assécher la peau. Les propriétés détergentes du savon dissolvent le film hydrolipidique qui recouvre naturellement la peau et l'entraîne dans l'eau avec les impuretés qu'elle contient. Or, ce film représente une barrière contre les agressions extérieures et maintient la peau hydratée. La présence d'huiles non saponifiées et la glycérine résiduelle (présente naturellement dans les savons saponifiés à froid) limitent le dessèchement cutané et facilitent la reconstitution du film lipidique.

## Seuils
Le surgraissage habituel se situe entre 5 et 8 % (excès de poids sur le poids d'huile requis). Le surgras sera abaissé pour la fabrication d'un savon de ménage (nettoyage, lessive), mais toujours avec une marge de sécurité suffisante pour éviter la production d'un savon caustique (minimum 1 % ou 2-3 % selon les auteurs),.
En-dessous de 5 %, le savon perd de sa douceur ; au-dessus de 8 % (voire 12 % pour certains auteurs) le savon devient trop gras, poisseux, trop mou puisqu'il reste beaucoup de corps gras non saponifiés,,. Le savon est aussi plus sensible au rancissement des corps gras (pour les corps gras mono- et surtout polyinsaturés) qui y sont naturellement exposés et il se conservera moins longtemps.
Dans le cas particulier de l'huile de coco (encore appelée « huile de coprah »), le côté desséchant que cette huile confère au savon, si elle est utilisée en grande quantité, doit être compensé par un surgraissage plus élevé.
L'opposé d'un savon surgras est un savon caustique.

## Saponification à froid
En saponification à froid, le surgraissage est obtenu de deux façons.

### Réduction de soude
Dans cette méthode, on soustrait une partie de la soude caustique nécessaire pour transformer toutes les huiles. On l'appelle la « réduction de soude ».
Le surgraissage est réalisé dès le début de la recette, du fait de l'excès de corps gras dans la composition de départ.

### Surgraissage à la trace
L'autre méthode est le surgraissage au cours de la saponification ou surgraissage à la « trace ». Lorsque la pâte à savon présente une consistance moins liquide et qui s'épaissit rapidement (la trace) , on va ajouter une ou plusieurs matières grasses juste avant de couler le savon dans son moule. L'intérêt de cette méthode serait de pouvoir sélectionner l'huile qui participe au surgraissage du savon final ; dans le cas de l'introduction d'huiles « précieuses », donc souvent chères, certains vont rechercher cette pratique. Cependant, la soude caustique transforme les esters d'acides gras (triglycérides) en privilégiant ceux qui sont les plus faciles à saponifier (donc sans regard pour leur fragilité). La saponification se poursuit bien après la trace, car c'est une réaction lente qui dure plusieurs heures voire jusqu'à 24 à 48 heures,. Seulement 35 % des huiles seraient saponifiées au moment de la trace. La méthode n'est donc pas si sélective qu'elle y paraît. Son intérêt n'a pas été prouvé pour bénéficier à ce jour,,.

## Saponification à chaud
La saponification à chaud est aussi appelée « méthode au chaudron ». Toutes les huiles sont saponifiées par un excès de soude. La pâte à savon est mise à chauffer pour accélérer la saponification. Une fois celle-ci terminée, entre quelques heures et quelques jours selon la quantité de pâte préparée, l'excès de soude est lavé. Il est possible d'ajouter l'huile de surgraissage à cette étape et de la choisir, puisqu'elle ne pourra plus être saponifiée : la saponification est déjà terminée car la soude caustique a été retirée.

## Intérêts
Les corps gras résiduels apportent de la sécurité pour la production d'un savon non caustique. Ils présentent aussi un pouvoir nourrissant et adoucissant. Le savon est moins détergent que lors d'une saponification sans présence de surgras.
Dans le choix d'une recette, le surgras sera ajusté selon :
- le pouvoir nettoyant : si le pouvoir est élevé, le surgras vient pallier le côté décapant du savon[6] ;

- la douceur du savon : plus elle est intrinsèquement basse, plus le surgras vient corriger la dureté du savon[6] ;

- le rancissement potentiel du savon (indice d'iode) : si l'indice d'iode est élevé, cela signifie une forte sensibilité du savon à l'oxydation (forte proportion d'acides gras mono- et surtout polyinsaturés). Alors il vaut mieux limiter le surgras pour que le savon contienne moins d'huiles non saponifiées qui sont les plus fragiles[6].

## Inconvénients
Les huiles non transformées insaturées vont rancir dans le temps ; le délai de conservation de savons riches en insaturés sera réduit.
Le surgras apporte de la mollesse au savon, lorsqu'il est utilisé en excès. Il doit donc être ajusté selon la dureté intrinsèque du savon.